# Gare de Shin-Sayama
La gare de Shin-Sayama (新狭山駅, Shin-Sayama-eki) est une gare ferroviaire de la ville de Sayama, dans la préfecture de Saitama au Japon. Elle est exploitée par la compagnie Seibu.

## Situation ferroviaire
La gare de Shin-Sayama est située au point kilométrique (PK) 41,3 de la ligne Seibu Shinjuku.

## Histoire
La gare a été inaugurée le 15 novembre 1964.

## Services aux voyageurs

### Accès et accueil
La gare dispose d'un bâtiment voyageurs, avec guichet, ouvert tous les jours.

### Desserte
- Ligne Seibu Shinjuku :
  - voie 1 : direction Hon-Kawagoe
  - voie 2 : direction Tokorozawa et Seibu-Shinjuku